# Guanape (Venezuela)
Pour les articles homonymes, voir Guanape.
Guanape est la capitale de la paroisse civile de Guanape de la municipalité de Manuel Ezequiel Bruzual dans l'État d'Anzoátegui au Venezuela.